# Кобралово (посёлок)
Кобра́лово — посёлок в Гатчинском муниципальном округе Ленинградской области.

## История
В административных данных 1933 года посёлок Кобралово не упоминается.

План посёлка Кобралово. 1939 год

Согласно топографической карте 1939 года на месте современного посёлка находился молочный совхоз «Кобралово».
По данным 1966 года посёлок Кобралово находился в составе Антелевского сельсовета.
31 декабря 1970 года, согласно решению Леноблисполкома № 604, посёлок Кобралово и посёлок центральной усадьбы совхоза «Кобралово» были перечислены из Антелевского сельсовета в Сусанинский сельсовет.
По данным 1973 и 1990 годов посёлок Кобралово входил в состав Сусанинского сельсовета.
В 1997 году в посёлке проживали 1989 человек, в 2002 году — 2432 человека (русские — 91 %), в 2007 году — 2270.

## География
Посёлок расположен в северо-восточной части района к югу от автодороги 41К-010 (Красное Село — Гатчина — Павловск).
Через посёлок проходит железная дорога Санкт-Петербург — Оредеж, имеется станция Кобралово.
Расстояние до административного центра поселения, посёлка Сусанино — 10 км.
К северо-востоку от посёлка протекает река Чёрная (приток р. Ижора) и Абелев ручей.

## Демография
| 2007 | 2010  | 2017  |
| ---- | ----- | ----- |
| 2270 | ↗2337 | ↗2563 |

### Национальный состав
Согласно данным Всероссийской переписи населения 2021 года в посёлке проживали 2920 человек, из них:
русские — 2737, цыгане — 16, украинцы — 11, финны и ингерманландцы — 7, татары — 6, киргизы — 5, гагаузы — 4, калмыки — 4, карелы — 4, белорусы — 3, узбеки — 2, аварцы — 1, башкиры — 1, буряты — 1, грузины — 1, корейцы — 1, латыши — 1, казаки — 1, чуваши — 1, другие национальности — 24 человека, остальные национальность не указали.

## Предприятия и организации
- Сельский Дом культуры, ансамбль народной песни «Сударушка»
- Библиотека
- Амбулатория
- Ясли-сад
- Школа
- Отделение почтовой связи
- СПК «Кобраловский» — молочное скотоводство, картофелеводство
- Магазины

## Транспорт
От Гатчины и Коммунара до Кобралова можно доехать на автобусе № 527.

## Образование
В посёлке есть средняя общеобразовательная школа и отделение дошкольного образования:
- МБОУ Кобраловская СОШ[14]
- МБДОУ Детский сад № 29

## Памятники
Памятник воинам 72-й Дивизии, погибшим при освобождении посёлка Кобралово

## Улицы
Башня, Вокзальная, Городская, Дальний переулок, Дачная, Дачный переулок, Дорожная, Железнодорожная, Железнодорожный переулок, Зелёная, Крайний переулок, Ленинградская, Лесная, Луговая, Молодёжная, Новая, Партизанская, Петровская, Пионерская, Полевая, Промзона, Рощинская, квартал Рядового Ефремова, Садовая, Сельская, Солнечная, Строительная, Урожай-1, Урожай-2, Учительская, Цветочная, Центральная, Школьная, Южная, Юности.

## Садоводства
Альфа, Берёзовая Роща, Заречное, Магистраль, Формакон.